# Centre Isaac Rabin
El Centre Yitshaq Rabbín o més formalment el Centre d'Estudis d'Israel Yitshaq Rabbín (en hebreu: מרכז יצחק רבין לחקר ישראל) és una biblioteca, un museu i un centre de recerca situat a la ciutat de Tel-Aviv, a Eretz Israel. el centre fou construït en memòria del Primer ministre israelià Isaac Rabin Premi Nobel de la Pau, qui fou assassinat el 1995. El Centre Yitshaq Rabbín, va ser dissenyat pel reconegut arquitecte israelià Moixé Safdie, i es troba sobre un turó, té una vista panoràmica del Parc Yarkon i de la ciutat de Tel-Aviv, està situat prop del Museu Eretz Israel, el Museu del Palmah, la Universitat de Tel-Aviv i de Bet ha-Tefutsot. La cerimònia d'inauguració va tenir lloc al novembre de 2005, en el desè aniversari de l'assassinat de Yitshaq Rabbín.